# 14313 Dodaira
14313 Dodaira è un asteroide della fascia principale. Scoperto nel 1976, presenta un'orbita caratterizzata da un semiasse maggiore pari a 2,9963559 UA e da un'eccentricità di 0,1059592, inclinata di 10,50199° rispetto all'eclittica.